# BAE Systems Australia
BAE Systems Australia Ltd. är ett australiskt tillverkningsföretag inom försvars- och rymdfartsindustrin. De är dotterbolag till det brittiska försvarskoncernen BAE Systems plc.
De har verksamheter över hela Australien och huvudkontoret ligger i Edinburgh Parks (förort till Adelaide) i South Australia.

## Historik
Företaget grundades under den första halvan av år 2000 efter att de brittiska British Aerospace och Marconi Electronic Systems genomförde en fusion med varandra året därpå. Det kombinerade företaget fick namnet BAE Systems. I juni 2018 meddelade Australien att BAE hade fått kontrakt att konstruera den nya fregattklassen Hunter-klass för totalt 35 miljarder australiska dollar. I december överförde det statliga skeppsvarvsföretaget ASC sitt dotterbolag ASC Shipbuilding till BAE, som ska användas vid konstrueringen av fregatterna som ska vara klart i början av 2040-talet.

## Produktgalleri

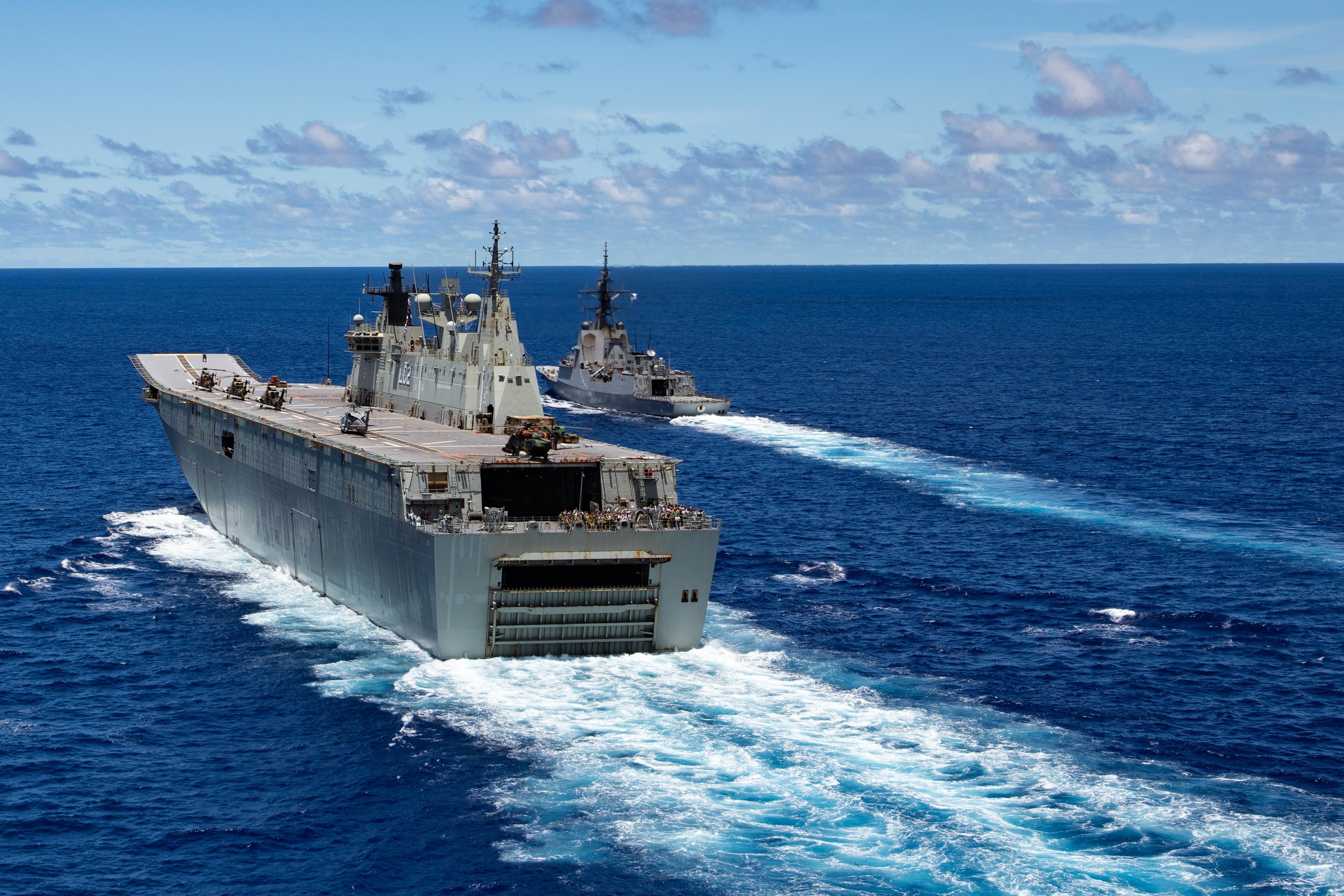
HMAS Canberra (L02) i förgrunden.
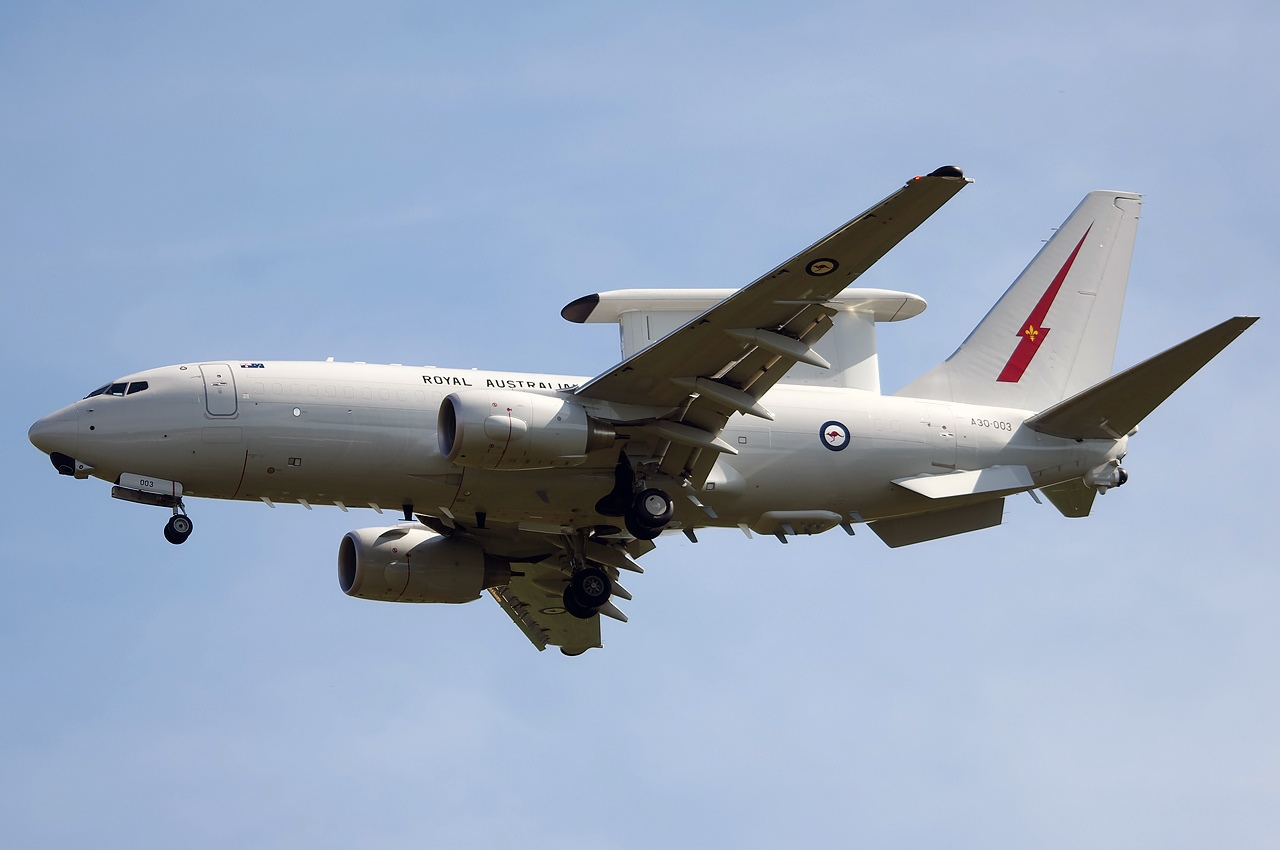
Boeing 737 AEW&C.